# Reserva nacional Allpahuayo Mishana
La reserva nacional Allpahuayo Mishana (RNAM) es una zona protegida del Perú situada en la provincia de Maynas en el departamento de Loreto. Fue creada el 15 de enero de 2004, mediante Decreto Supremo N° 002-2004-AG. A través de su creación se buscó salvaguardar «una gran diversidad de ecosistemas entre los que destacan los bosques de varillal y chamizal sobre arena blanca, y bosques inundables de aguas negras».

## Ubicación
Está ubicada en la Amazonía nororiental del Perú, en el departamento de Loreto, específicamente entre el km 23 al km 31.5 de la carretera Iquitos Nauta y la parte media de la cuenca del río Nanay cerca de la ciudad de Iquitos.

## Flora y fauna
Tiene altísimos índices de biodiversidad, concentrados en un área relativamente pequeña y es que en sus casi 60 mil hectáreas alberga 522 especies de mariposas; 1729 especies de plantas y 247 de plantas medicinales, 83 especies anfibias, 475 especies de aves (de las cuales 21 especies son exclusivas del bosque blanco), 186 especies de reptiles, 145 especies de mamíferos (28 especies están en situación vulnerable) y 155 especies de peces.